# Hoplopleura inusitata
Hoplopleura inusitata är en insektsart som beskrevs av Johnson 1972. Hoplopleura inusitata ingår i släktet Hoplopleura och familjen gnagarlöss. Inga underarter finns listade i Catalogue of Life.